# Exephanes rhenanus
Exephanes rhenanus är en stekelart som beskrevs av Heinrich Habermehl 1918.
Exephanes rhenanus ingår i släktet Exephanes och familjen brokparasitsteklar. Inga underarter finns listade i Catalogue of Life.